# Letterlike Symbols
Letterlike Symbols è un blocco Unicode. È costituito da 80 caratteri compresi nell'intervallo U+2100-U+214F.
Contiene simboli basati su lettere dell'alfabeto latino, greco e ebraico. Presenta inoltre alcuni caratteri relativi alle unità di misura e due emoji.

## Tabella
| Codice | Carattere | Nome                           | Note |
| ------ | --------- | ------------------------------ | --- |
| U+2100 | ℀         | ACCOUNT OF                     | composizione di a (U+0061), / (U+0027) e c (U+0063)                                                               |
| U+2101 | ℁         | ADDRESSED TO THE SUBJECT       | composizione di a (U+0061), / (U+0027) e s (U+0073), da non confondere con ⅍ (U+214D)                             |
| U+2102 | ℂ         | DOUBLE-STRUCK CAPITAL C        | indica l'insieme dei numeri complessi                                                                             |
| U+2103 | ℃         | DEGREE CELSIUS                 | composizione di ° (U+00B0) e C (U+0043)                                                                           |
| U+2104 | ℄         | CENTRE LINE SYMBOL             | clone |
| U+2105 | ℅         | CARE OF                        | composizione di c (U+0063), / (U+0027) e o (U+006F)                                                               |
| U+2106 | ℆         | CADA UNA                       | composizione di c (U+0063), / (U+0027) e u (U+0075)                                                               |
| U+2107 | ℇ         | EULER CONSTANT                 | da non confondere con Ɛ (U+0190, LATIN CAPITAL LETTER OPEN E)                                                     |
| U+2108 | ℈         | SCRUPLE                        | |
| U+2109 | ℉         | DEGREE FAHRENHEIT              | composizione di ° (U+00B0) e F (U+0046)                                                                           |
| U+210A | ℊ         | SCRIPT SMALL G                 | utilizzata per i numeri reali                                                                                     |
| U+210B | ℋ         | SCRIPT CAPITAL H               | operatore hamiltoniano                                                                                            |
| U+210C | ℌ         | BLACK-LETTER CAPITAL H         | spazio di Hilbert                                                                                                 |
| U+210D | ℍ         | DOUBLE-STRUCK CAPITAL H        | |
| U+210E | ℎ         | PLANCK CONSTANT                | può indicare l'altezza o l'entalpia                                                                               |
| U+210F | ℏ         | PLANCK CONSTANT OVER TWO PI    | da non confondere con ћ (U+045B, CYRILLIC SMALL LETTER TSHE)                                                      |
| U+2110 | ℐ         | SCRIPT CAPITAL I               | |
| U+2111 | ℑ         | BLACK-LETTER CAPITAL I         | parte immaginaria                                                                                                 |
| U+2112 | ℒ         | SCRIPT CAPITAL L               | trasformata di Laplace                                                                                            |
| U+2113 | ℓ         | SCRIPT SMALL L                 | ell, da non confondere con 𝓁 (U+1D4C1, MATHEMATICAL SCRIPT SMALL L), utilizzato in passato come simbolo del litro |
| U+2114 | ℔         | L B BAR SYMBOL                 | libbra, numero, da non confondere con # (U+0023, NUMBER SIGN)                                                     |
| U+2115 | ℕ         | DOUBLE-STRUCK CAPITAL N        | numero naturale                                                                                                   |
| U+2116 | №         | NUMERO SIGN                    | |
| U+2117 | ℗         | SOUND RECORDING COPYRIGHT      | da non confondere con © (U+00A9, COPYRIGHT SIGN) o Ⓟ (U+24C5, CIRCLED LATIN CAPITAL LETTER P)                     |
| U+2118 | ℘         | SCRIPT CAPITAL P               | funzione ellittica di Weierstrass                                                                                 |
| U+2119 | ℙ         | DOUBLE-STRUCK CAPITAL P        | |
| U+211A | ℚ         | DOUBLE-STRUCK CAPITAL Q        | indica l'insieme dei numeri razionali                                                                             |
| U+211B | ℛ         | SCRIPT CAPITAL R               | integrale di Riemann                                                                                              |
| U+211C | ℜ         | BLACK-LETTER CAPITAL R         | parte reale |
| U+211D | ℝ         | DOUBLE-STRUCK CAPITAL R        | indica l'insieme dei numeri reali                                                                                 |
| U+211E | ℞         | PRESCRIPTION TAKE              | birapporto |
| U+211F | ℟         | RESPONSE                       | |
| U+2120 | ℠         | SERVICE MARK                   | |
| U+2121 | ℡         | TELEPHONE SIGN                 | |
| U+2122 | ™         | TRADE MARK SIGN                | |
| U+2123 | ℣         | VERSICLE                       | |
| U+2124 | ℤ         | DOUBLE-STRUCK CAPITAL Z        | indica l'insieme dei numeri interi                                                                                |
| U+2125 | ℥         | OUNCE SIGN                     | da non confondere con ʒ (U+0292, LATIN SMALL LETTER EZH)                                                          |
| U+2126 | Ω         | OHM SIGN                       | da preferire Ω (U+03A9, GREEK CAPITAL LETTER OMEGA)                                                               |
| U+2127 | ℧         | INVERTED OHM SIGN              | da non confondere con Ʊ (U+01B1, LATIN CAPITAL LETTER UPSILON)                                                    |
| U+2128 | ℨ         | BLACK-LETTER CAPITAL Z         | |
| U+2129 | ℩         | TURNED GREEK SMALL LETTER IOTA | da non confondere con ι (U+03B9, GREEK SMALL LETTER IOTA)                                                         |
| U+212A | K         | KELVIN SIGN                    | |
| U+212B | Å         | ANGSTROM SIGN                  | da preferire Å (U+00C5, LATIN CAPITAL LETTER A WITH RING ABOVE)                                                   |
| U+212C | ℬ         | SCRIPT CAPITAL B               | funzione di Bernoulli                                                                                             |
| U+212D | ℭ         | BLACK-LETTER CAPITAL C         | |
| U+212E | ℮         | ESTIMATED SYMBOL               | |
| U+212F | ℯ         | SCRIPT SMALL E                 | errore, e |
| U+2130 | ℰ         | SCRIPT CAPITAL E               | forza elettromotrice                                                                                              |
| U+2131 | ℱ         | SCRIPT CAPITAL F               | trasformata di Fourier                                                                                            |
| U+2132 | Ⅎ         | TURNED CAPITAL F               | digamma inversum, maiuscola di ⅎ (U+214E)                                                                         |
| U+2133 | ℳ         | SCRIPT CAPITAL M               | Goldmark |
| U+2134 | ℴ         | SCRIPT SMALL O                 | |
| U+2135 | ℵ         | ALEF SYMBOL                    | da non confondere con א (U+05D0, HEBREW LETTER ALEF)                                                              |
| U+2136 | ℶ         | BET SYMBOL                     | numero beth, da non confondere con ב (U+05D1, HEBREW LETTER BET)                                                  |
| U+2137 | ℷ         | GIMEL SYMBOL                   | da non confondere con ג (U+05D2, HEBREW LETTER GIMEL)                                                             |
| U+2138 | ℸ         | DALET SYMBOL                   | da non confondere con ד (U+05D3. HEBREW LETTER DALET)                                                             |
| U+2139 | ℹ         | INFORMATION SOURCE             | da non confondere con 🛈 (U+1F6C8, CIRCLED INFORMATION SOURCE)                                                     |
| U+213A | ℺         | ROTATED CAPITAL Q              | segnatura |
| U+213B | ℻         | FACSIMILE SIGN                 | |
| U+213C | ℼ         | DOUBLE-STRUCK SMALL PI         | |
| U+213D | ℽ         | DOUBLE-STRUCK SMALL GAMMA      | |
| U+213E | ℾ         | DOUBLE-STRUCK CAPITAL GAMMA    | |
| U+213F | ℿ         | DOUBLE-STRUCK CAPITAL PI       | |
| U+2140 | ⅀         | DOUBLE-STRUCK N-ARY SUMMATION  | |
| U+2141 | ⅁         | TURNED SANS-SERIF CAPITAL G    | |
| U+2142 | ⅂         | TURNED SANS-SERIF CAPITAL L    | |
| U+2143 | ⅃         | REVERSED SANS-SERIF CAPITAL L  | |
| U+2144 | ⅄         | TURNED SANS-SERIF CAPITAL Y    | |
| U+2145 | ⅅ         | DOUBLE-STRUCK ITALIC CAPITAL D | talvolta utilizzato per il differenziale                                                                          |
| U+2146 | ⅆ         | DOUBLE-STRUCK ITALIC SMALL D   | talvolta utilizzato per il differenziale                                                                          |
| U+2147 | ⅇ         | DOUBLE-STRUCK ITALIC SMALL E   | talvolta utilizzato per e                                                                                         |
| U+2148 | ⅈ         | DOUBLE-STRUCK ITALIC SMALL I   | talvolta usato per l'unità immaginaria                                                                            |
| U+2149 | ⅉ         | DOUBLE-STRUCK ITALIC SMALL J   | talvolta usato per l'unità immaginaria                                                                            |
| U+214A | ⅊         | PROPERTY LINE                  | |
| U+214B | ⅋         | TURNED AMPERSAND               | utilizzato in logica lineare                                                                                      |
| U+214C | ⅌         | PER SIGN                       | |
| U+214D | ⅍         | AKTIESELSKAB                   | da non confondere con ℁ (U+2101)                                                                                  |
| U+214E | ⅎ         | TURNED SMALL F                 | minuscola di Ⅎ (U+2132)                                                                                           |
| U+214F | ⅏         | SYMBOL FOR SAMARITAN SOURCE    | |

## Tabella compatta di caratteri

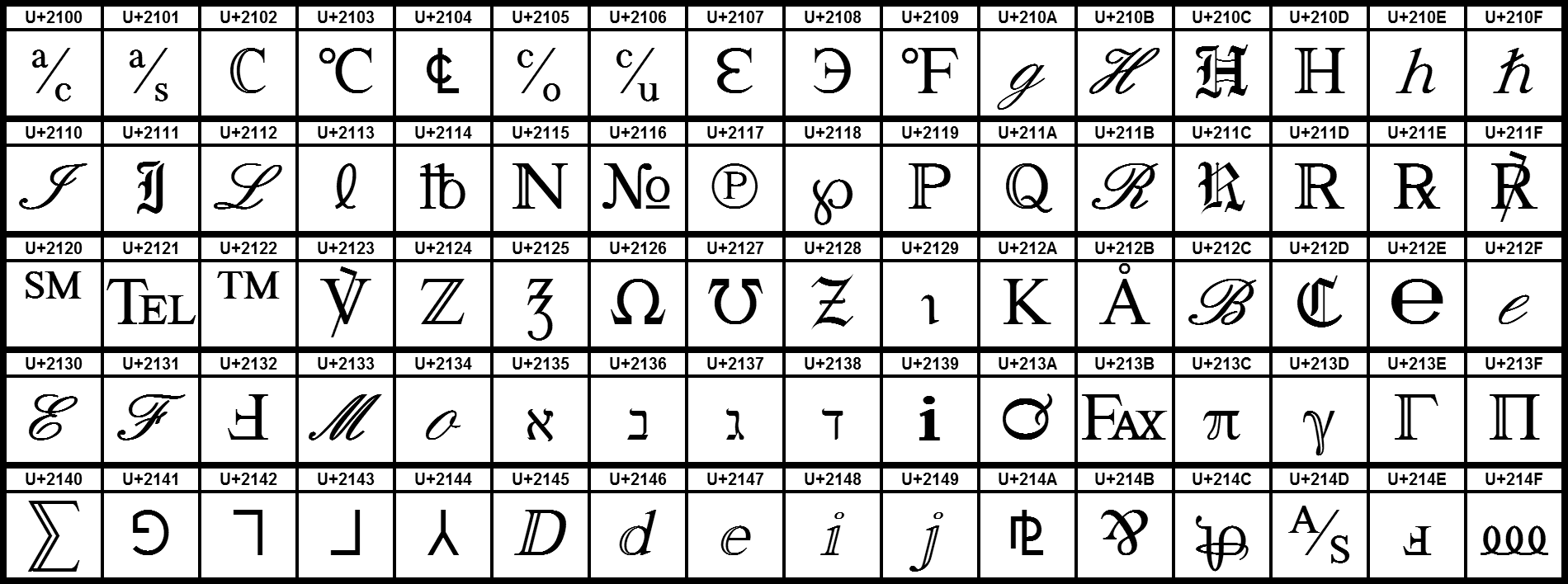
Letterlike Symbols

|     | 0 | 1 | 2 | 3 | 4 | 5 | 6 | 7 | 8 | 9 | A | B | C | D | E | F |
| --- | - | - | - | - | - | - | - | - | - | - | - | - | - | - | - | - |
| 210 | ℀ | ℁ | ℂ | ℃ | ℄ | ℅ | ℆ | ℇ | ℈ | ℉ | ℊ | ℋ | ℌ | ℍ | ℎ | ℏ |
| 211 | ℐ | ℑ | ℒ | ℓ | ℔ | ℕ | № | ℗ | ℘ | ℙ | ℚ | ℛ | ℜ | ℝ | ℞ | ℟ |
| 212 | ℠ | ℡ | ™ | ℣ | ℤ | ℥ | Ω | ℧ | ℨ | ℩ | K | Å | ℬ | ℭ | ℮ | ℯ |
| 213 | ℰ | ℱ | Ⅎ | ℳ | ℴ | ℵ | ℶ | ℷ | ℸ | ℹ | ℺ | ℻ | ℼ | ℽ | ℾ | ℿ |
| 214 | ⅀ | ⅁ | ⅂ | ⅃ | ⅄ | ⅅ | ⅆ | ⅇ | ⅈ | ⅉ | ⅊ | ⅋ | ⅌ | ⅍ | ⅎ | ⅏ |